# Santa Olaja de la Ribera
Santa Olaja de la Ribera es una localidad española, perteneciente al municipio de Villaturiel, en la provincia de León y la comarca de La Sobarriba, en la comunidad autónoma de Castilla y León. Situado en el margen izquierdo del río Bernesga. Perteneció a la antigua Hermandad de La Sobarriba.

## Geografía

### Ubicación
| Noroeste: Trobajo del Cerecedo | Norte: León                 | Noreste: Valdelafuente       |
| Oeste: Trobajo del Cerecedo    |                             | Este: Arcahueja              |
| Suroeste Vilecha               | Sur: Castrillo de la Ribera | Sureste: Valdesogo de Arriba |

## Demografía
Evolución de la población
| Gráfica de evolución demográfica de Santa Olaja de la Ribera entre 2000 y 2014 |
|                                                                                |
| Población de derecho (2000-2014) según el padrón municipal del INE             |